# Мэйс, Джеймс
Джеймс Мэйс, известный обычно как Джем Мэйс или «Джипси» Мэйс (англ. Jem 'Gypsy' Mace; 8 апреля 1831, Бистон, Норфолк, Великобритания — 30 ноября 1910, Дарем, графство Дарем, Великобритания) — британский боксёр. Мэйс был известен своей особой манерой вести бой, сопровождающийся молниеносными выпадами и легко переходящий в защиту. Мэйс — последний боксёр, выигравший английский чемпионат по боксу в тяжёлом весе по Лондонским правилам.

## Биография
Джеймс родился 8 апреля 1831 года в рабочем квартале города Бистон, графство Норфолк. Он был четвёртым сыном в семье. Любимым развлечением его детства, по его признанию, было наблюдение из окна за кулачными боями на улице. Окончил начальную школу.
В 15 лет родители отдали Джема в ученичество краснодеревщику Фоксу. Тот же человек давал Джеймсу уроки игры на скрипке, к которой мальчик проявил явную склонность.
Через некоторое время Джем устроился работать скрипачом в паб. Учёбу у мистера Фокса он не оставлял. Через три года по неизвестным причинам Мэйс прервал обучение и вернулся домой.
Вскоре он нашёл себе работу в боксёрской труппе Нэта Лэнгэма, разъезжавшей по ярмаркам страны. Лэнгэм взялся обучать Джеймса профессиональной технике бокса, самой передовой на тот момент. Победы Мэйса, совершённые на ярмарочном ринге, вписаны в «Фистиану» (книгу, посвящённую истории бокса).
В 1861 году Джеймс одержал победу в чемпионате Англии, побив популярного боксёра Сэма Хёрста. В это время бокс уже не был основным занятием Мэйса: Джем был владельцем паба в Лондоне.
Чуть позже он продал паб и купил шапито, с которым колесил по Англии, время от времени участвуя в серьёзных боях. Впоследствии продал и цирк и работал в чужих шапито.
В 1869 году Мэйс переехал в США. В 1877 году Джеймс совершил поездку по Австралии, где участвовал в незаконных боях, а в 1882 году побывал в Новой Зеландии. В 1883 году он вернулся в США, где участвовал в незаконных боях.
В последний раз Мэйс вышел на ринг в 73 года. Умер Джем «Джипси» Мэйс в возрасте 79 лет в городе Дареме, и похоронен был в Ливерпуле.

## Достижения
Джема Мэйса называют отцом современного бокса, поскольку считается, что именно благодаря ему «Правила Куинсберри» стали популярны. Он один из первых начал использовать боксёрские перчатки и всячески пропагандировал следование новым правилам. Считается также, что благодаря Мэйсу появились международные соревнования по боксу.
В течение своей жизни Джем Мэйс участвовал в 37 боях (не считая ярмарочных, которые рассматривал как тренировку), из них 25 выиграл, 4 проиграл и 5 окончил вничью. Ни разу не был нокаутирован. По данным BoxRec провёл 29 боёв, из которых — 1 выиграл, 1 проиграл, и 27 завершились без объявления результата. Считается одним из самых видных боксёров своего времени.